# Бюсюнаритс-Сарраскет
Бюсюнари́тс-Сарраске́т (фр. Bussunarits-Sarrasquette) — коммуна во Франции, находится в регионе Новая Аквитания. Департамент — Атлантические Пиренеи. Входит в состав кантона Монтань-Баск. Округ коммуны — Байонна.
Код INSEE коммуны — 64154.

## География

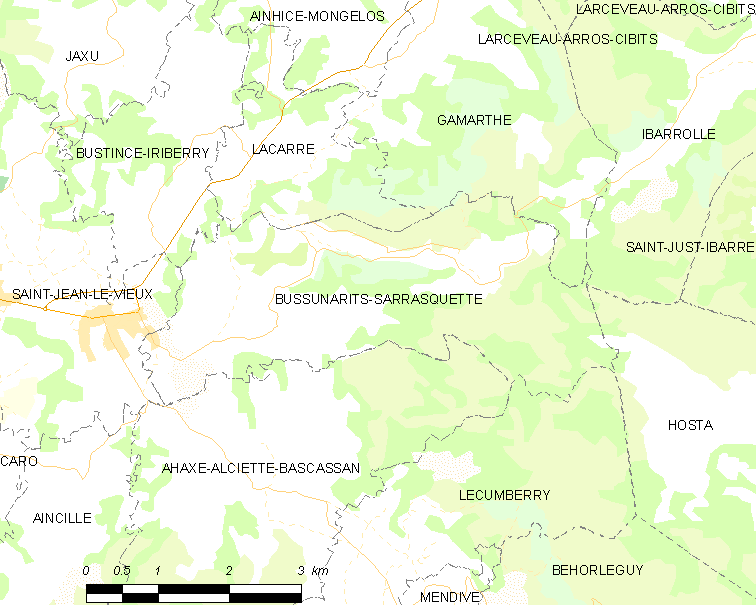
Карта коммуны

Коммуна расположена приблизительно в 690 км к юго-западу от Парижа, в 195 км южнее Бордо, в 70 км к западу от По.

### Климат
Климат тёплый океанический. Зима мягкая, средняя температура января — от +5°С до +13°С, температуры ниже −10 °C бывают редко. Снег выпадает около 15 дней в году с ноября по апрель. Максимальная температура летом порядка 20-30 °C, выше 35 °C бывает очень редко. Количество осадков высокое, порядка 1100 мм в год. Характерна безветренная погода, сильные ветры очень редки.

## Население
Население коммуны на 2010 год составляло 169 человек.
| 1962 | 1968 | 1975 | 1982 | 1990 | 1999 | 2010 |
| ---- | ---- | ---- | ---- | ---- | ---- | ---- |
| 237  | 209  | 205  | 189  | 182  | 179  | 169  |

## Администрация
| Период | Период | Фамилия         | Партия | Примечания |
| ------ | ------ | --------------- | ------ | ---------- |
| 1995   | 2008   | Жан Саллаберри  |        |            |
| 2008   | 2020   | Филипп Пуадессю |        |            |

## Экономика
В 2010 году среди 116 человек трудоспособного возраста (15-64 лет) 88 были экономически активными, 28 — неактивными (показатель активности — 75,9 %, в 1999 году было 71,2 %). Из 88 активных жителей работали 86 человек (45 мужчин и 41 женщина), безработных было 2 (2 мужчин и 0 женщин). Среди 28 неактивных 7 человек были учениками или студентами, 13 — пенсионерами, 8 были неактивными по другим причинам.

## Достопримечательности
- Церковь Св. Иоанна (XV век)
- Замок Афат (XV век). Исторический памятник с 1970 года[4]
- Крест на перекрёстке. Исторический памятник с 1987 года[5]
- Крест на входе в кладбище. Исторический памятник с 1987 года[6]

## Фотогалерея

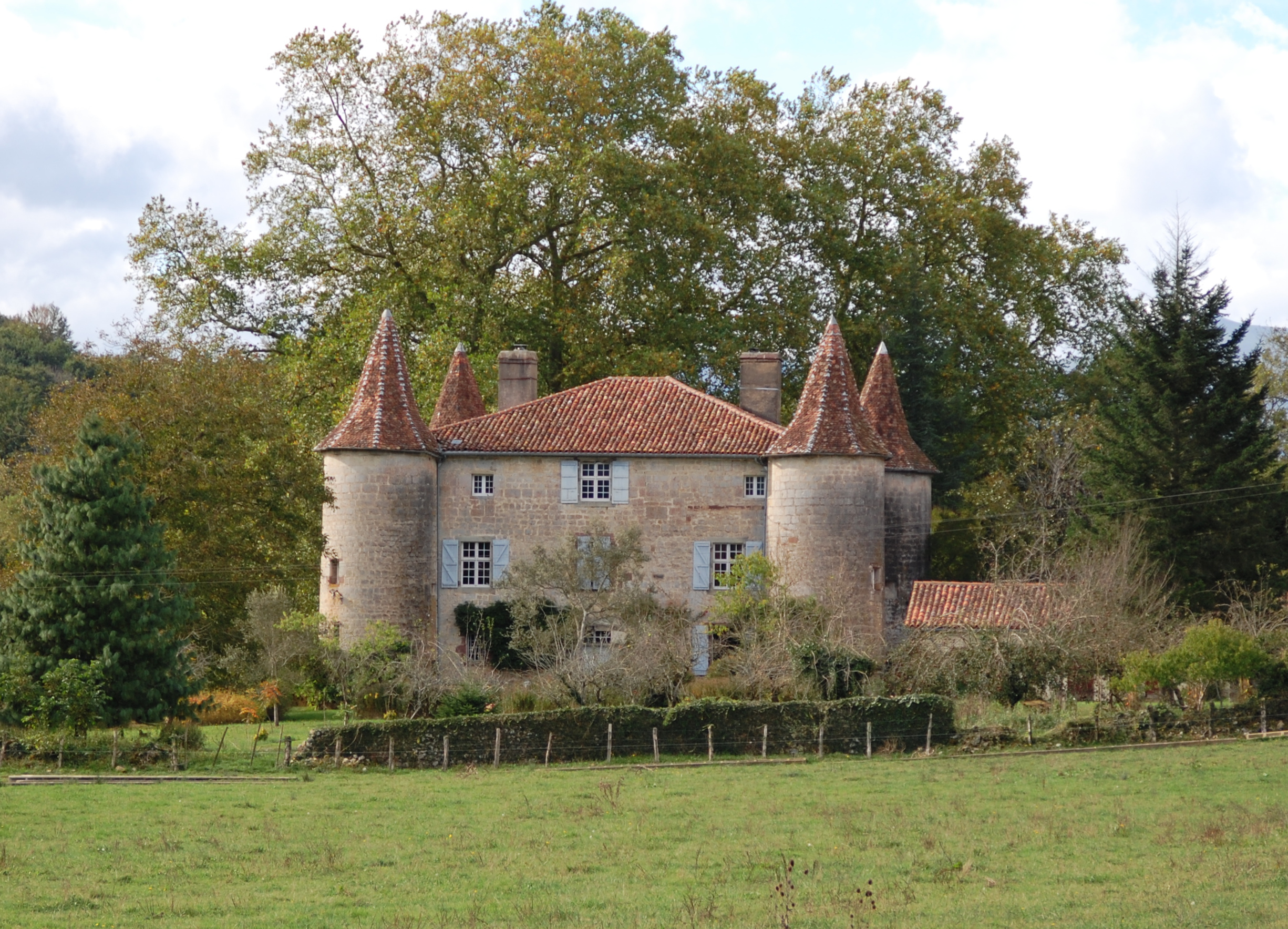
Замок Афат
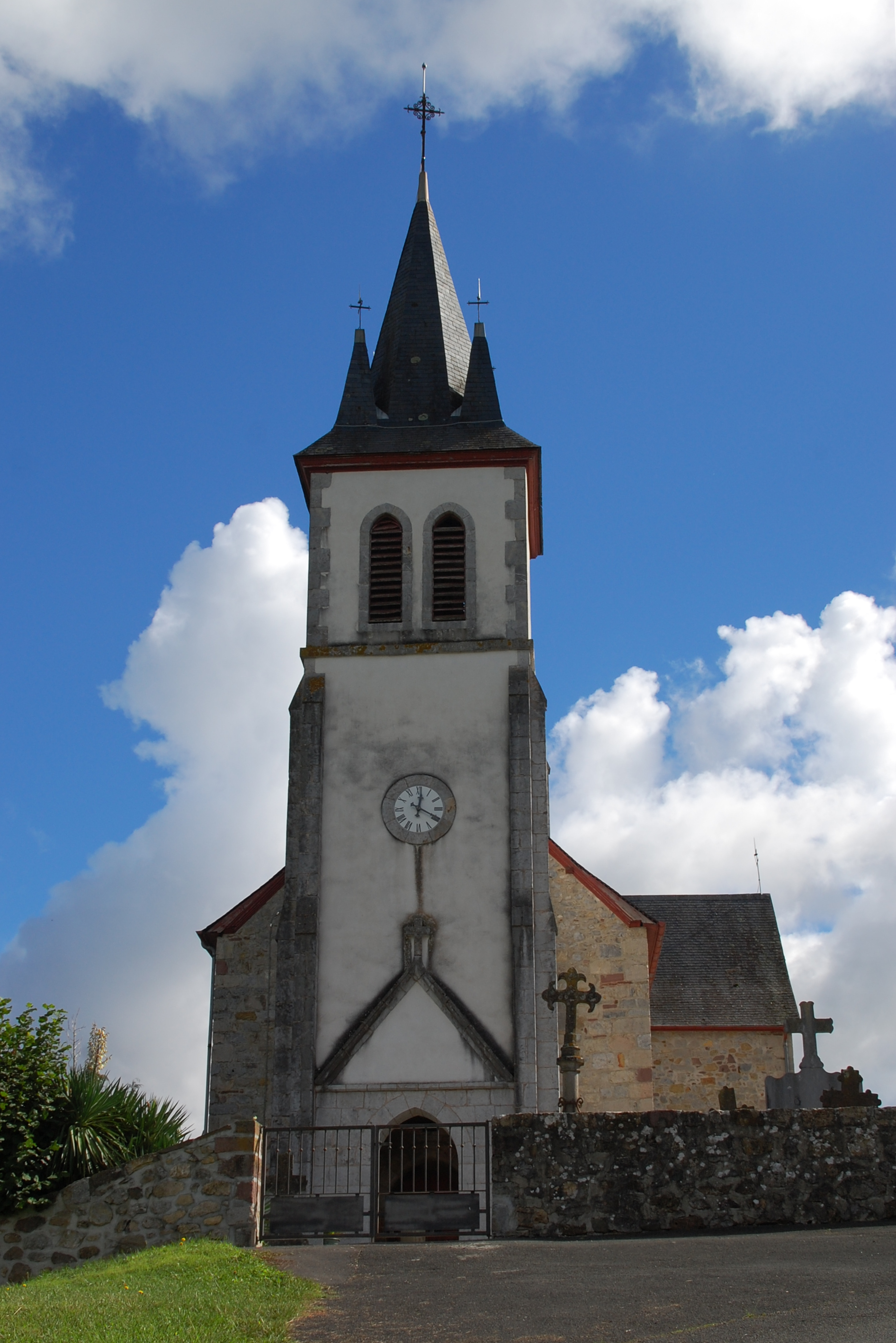
Церковь Св. Иоанна
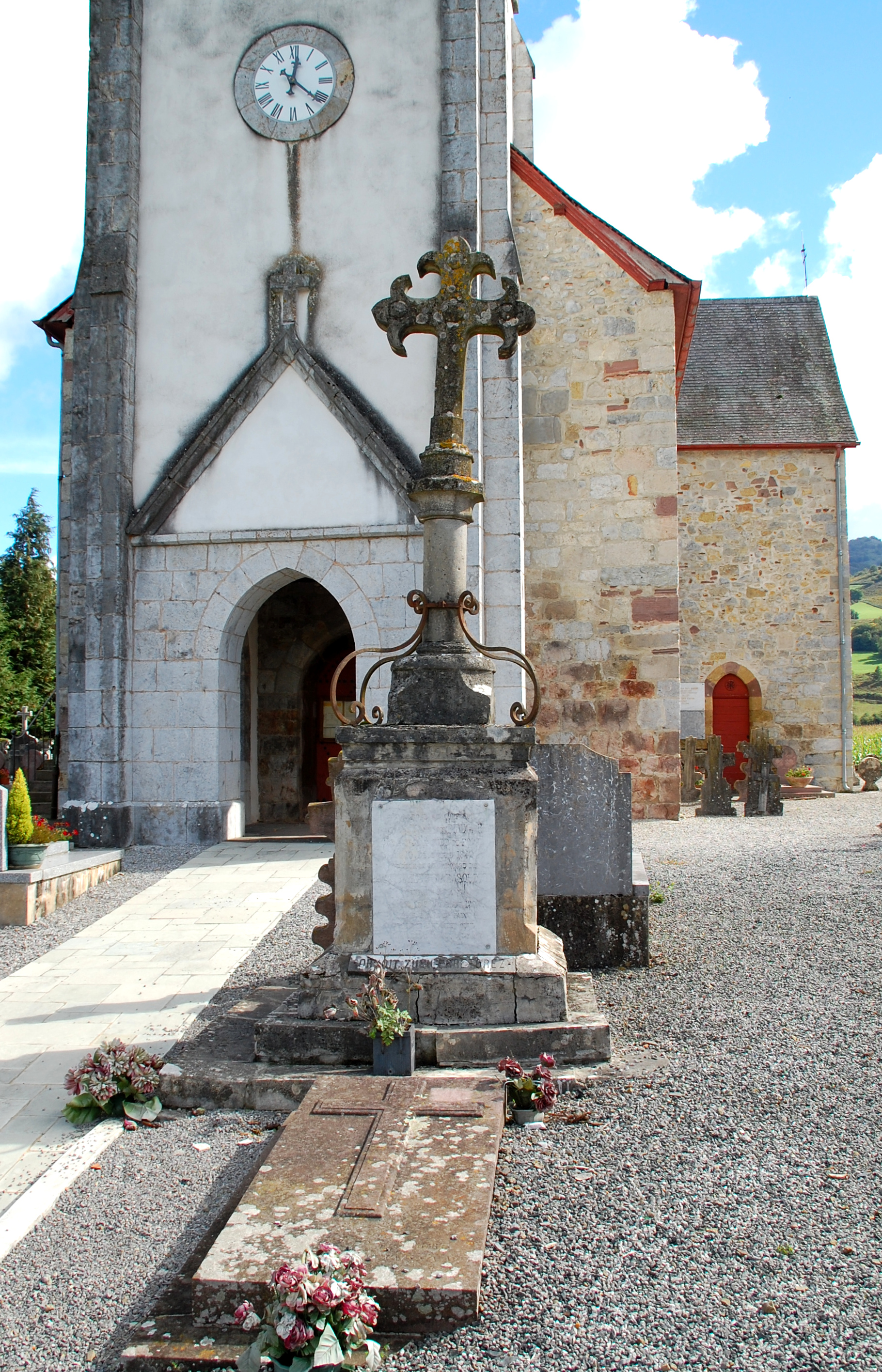
Крест на входе в кладбище
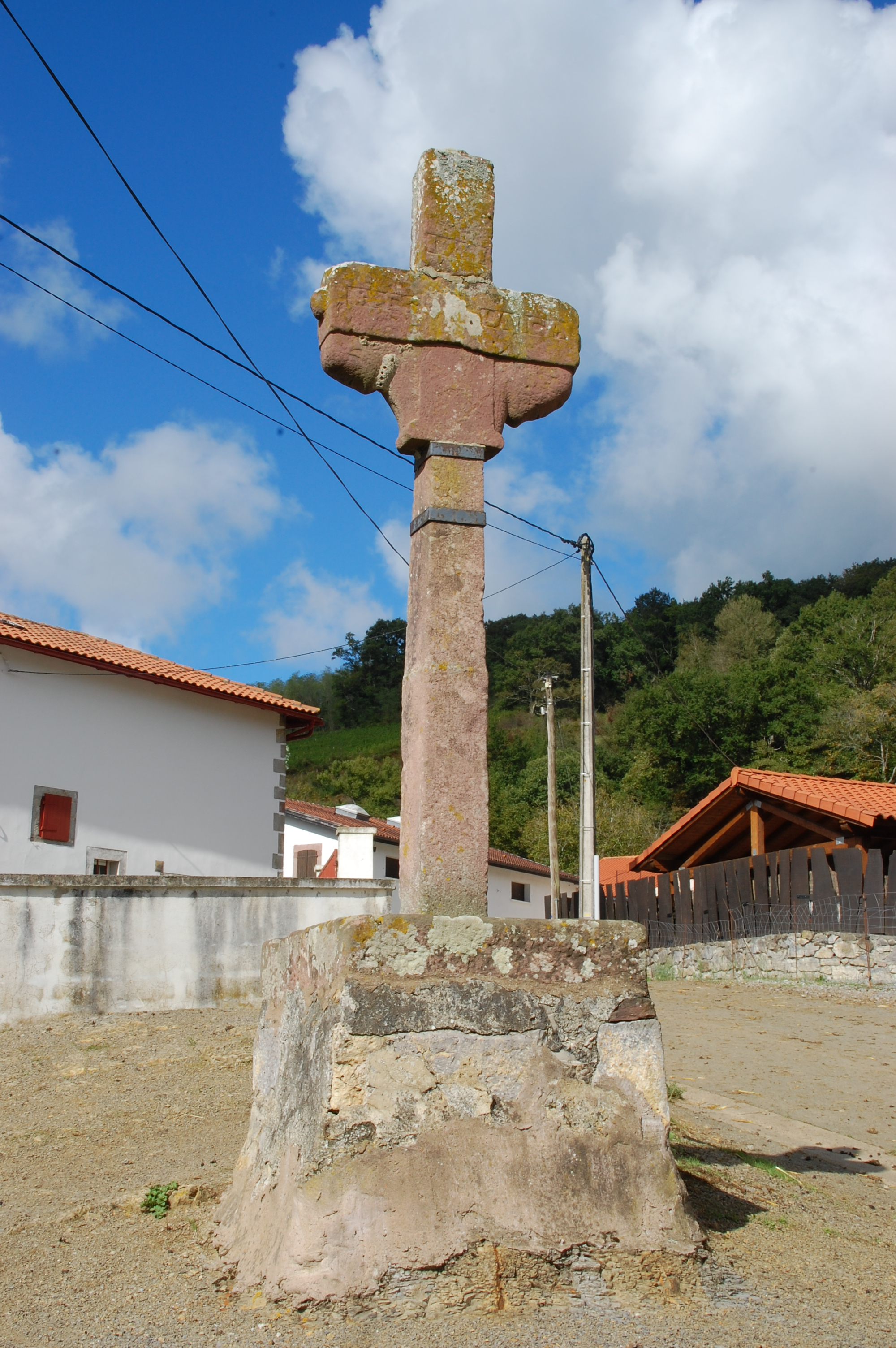
Крест на перекрёстке
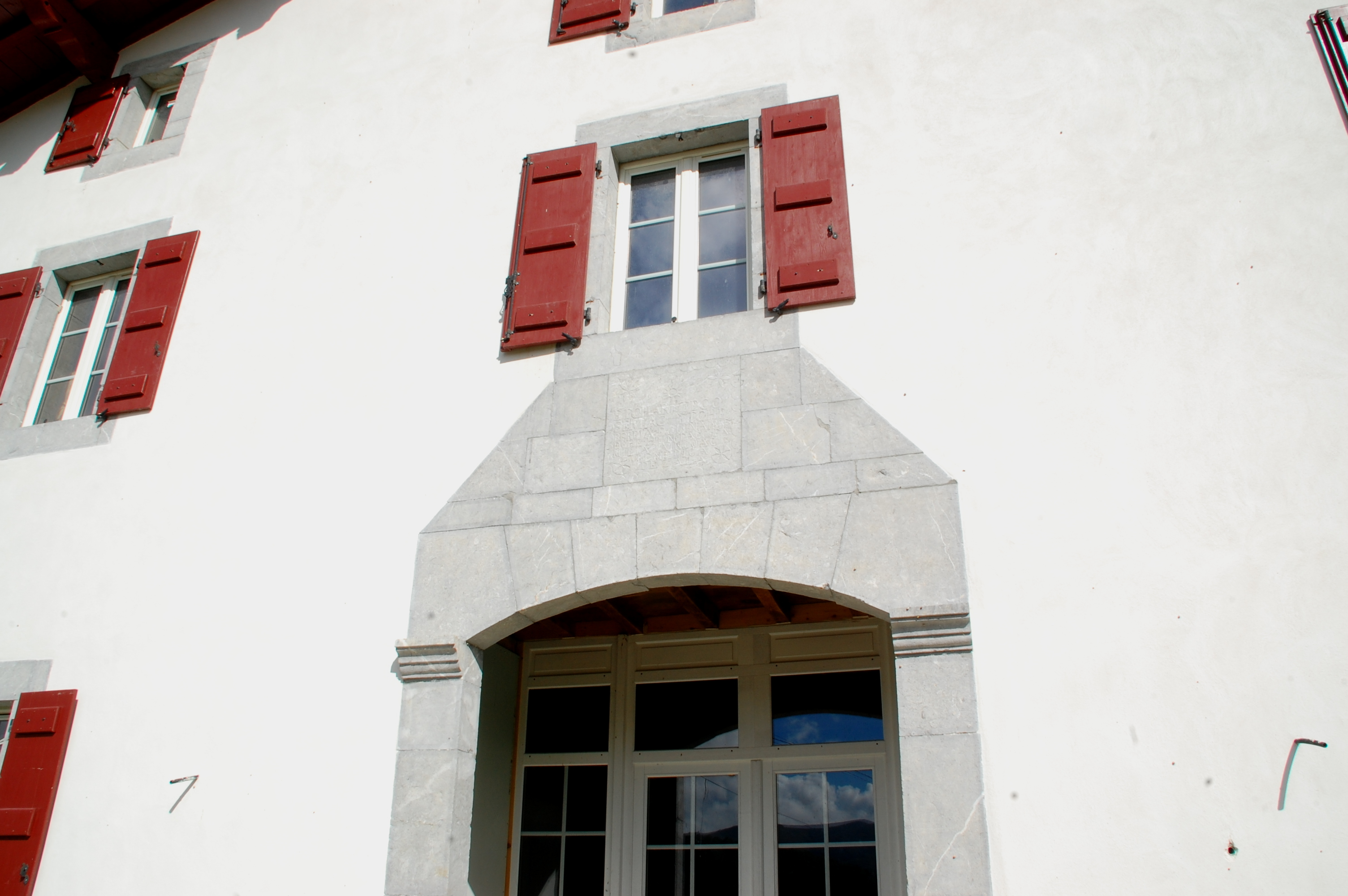